# IOS 11
iOS 11 é a décima primeira versão do sistema operacional móvel iOS desenvolvido pela Apple Inc., sendo o sucessor do iOS 10. Foi anunciado durante a Apple Worldwide Developers Conference em 5 de junho de 2017 e lançado em 19 de setembro de 2017.
Com a introdução do iOS 11, mudanças significativas são esperadas para o sistema operativo. A tela de descanso e a tela de notificações foram combinadas, permitindo todas as notificações serem mostradas com o deslizar de dedos e deslizando para cima para fechar a mesma. As diferentes abas da central de controle foram também combinadas para uma única experiência do usuário e permitindo ações com a utilização do Force touch nos ícones para mostrar mais opções além de também permitir a customização dos ícones aparentes. Outro recurso que também recebeu uma repaginação total desde a sua última atualização foi a App Store (iOS) onde começará a mostrar informações ainda mais relevantes sobre os aplicativos, incluindo uma nova página inicial com detalhes e noticias dos aplicativos, assim permitindo um foco também editorial e de destaques do dia.
O iPad também ganhou recursos novos e alguns exclusivos como a possibilidade de utilização do Drag-and-drop (clicar e arrastar), multi-tarefas e além disso, permitir a adição de várias telas lado-a-lado.
A Siri (software) também está passando por uma repaginação com machine learning onde ela aprenderá os seus costumes de maneira mais fluente e saberá continuar com conversas aproveitando inclusive os gostos e ultimas pesquisas do usuário em outros aplicativos para ter uma conversa mais pessoal.

## História

### Introdução e início do desenvolvimento
O iOS 11 foi introduzido aos desenvolvedores durante a conferência da Apple Worldwide Developers Conference no dia 5 de junho de 2017. A primeira versão de desenvolvimento (beta) foi lançada ao final da apresentação para os desenvolvedores cadastrados e uma versão de testes publica com previsão de lançamento para o final de junho de 2017 e sua versão final para o final de 2017.

## Principais novidades em apps
As novidades no lançamento de uma versão do iOS nunca se resumem apenas a parte que é visível ao usuário, mas também a novos Apps. Isso se dá porque sempre são criadas novas funcionalidades pela Apple para ajudar os desenvolvedores. No iOS 11 não foi diferente, e entre as novas ferramentas anunciadas as principais foram o CoreML e o ARKit.

### CoreML
O CoreML é um framework que facilita muito a execução de algoritmos de machine learning. Esses algoritmos tem diversas aplicações, como por exemplo a identificação de objetos em imagens, a identificação do humor de uma pessoa ao escrever um texto entre outras. 

### ARKit
O ARKit transformou, de um dia para o outro, o iOS em o maior ecossistema de realidade aumentada do mundo. Com um bilhão de dispositivos iOS vendidos no mundo, os desenvolvedores tem uma das plataformas para games de realidade aumentada com o maior retorno de investimento em suas mãos. Esse framework é responsável por identificar planos na cena através da câmera, sobre os quais objetos podem ser desenhados objetos em 3D. Muitos jogos e experiências já estão sendo planejados para o lançamento do iOS 11, sendo alguns dos mais interessantes o Warhammer 40k's: Freeblade e o Fifth Star Lab's Sky Guide, ambos apresentados no Apple Event de 12 de setembro de 2017.

## Aparelhos suportados
O iOS 11 deixará de suportar aparelhos com arquitetura de 32 bits: iPhone 5, iPhone 5C e a quarta geração do iPad. É a primeira versão do iOS a suportar exclusivamente dispositivos com processadores de 64 bits.
| - iPhone 5S - iPhone 6 - iPhone 6 Plus - iPhone 6s - iPhone 6s Plus - iPhone SE - iPhone 7 - iPhone 7 Plus - iPhone 8 - iPhone 8 Plus - iPhone X | - iPod touch (6ª geração) | - iPad Air - iPad Air 2 - iPad (2017) - iPad mini 2 - iPad mini 3 - iPad mini 4 - iPad Pro |